# Malxazuni
Els Malxazuni foren una família de nakharark d'Armènia amb feu hereditari al districte d'Her o Khoi.